# Abraham Ayittey
Abraham Ayittey (* 22. Oktober 1999 in Takoradi) ist ein ghanaischer Badmintonspieler. 

## Karriere
Abraham Ayittey repräsentierte seinen Verband bei den Commonwealth Games 2014, wobei er in drei Disziplinen am Start war. Mit dem Team wurde er in der Vorrunde Gruppenzweiter. Im Mixed belegte er Rang 17, im Einzel Rang 33. 2014 startete er auch bei den Olympischen Jugend-Sommerspielen und den Lagos International. 2017 gewann er das Ivory Coast Juniors.